# Myrsine hosakae
Myrsine hosakae là một loài thực vật thuộc họ Myrsinaceae. Đây là loài đặc hữu của Pitcairn.